# Yo Gotti
Yo Gotti, właściwie Mario Mims (ur. 19 maja 1981 w Memphis) – amerykański raper. Pochodzi z Memphis, z północnej części miasta. Jak twierdzi, swój pseudonim Yo Gotti zapożyczył od znanego nowojorskiego mafiozy, Johna Gottiego.

## Dyskografia
- From Da Dope Game 2 Da Rap Game (2000)
- Self-Explanatory (2001)
- Life (2003)
- Back 2 da Basics (2006)
- Live from the Kitchen (2012)
- I Am (2013)
- The Art of Hustle (2014)